# Ian Thompson
Ian Reginald Thompson (né le 16 octobre 1949 à Birkenhead) est un athlète britannique spécialiste du marathon. Licencié au Luton United Athletic Club, il mesure 1,67 m pour 60 kg

## Biographie

### Palmarès
| Date | Compétition                      | Lieu         | Résultat | Performance     |
| ---- | -------------------------------- | ------------ | -------- | --------------- |
| 1974 | Jeux du Commonwealth britannique | Christchurch | 1er      | 2 h 09 min 12 s |
| 1974 | Championnats d'Europe            | Rome         | 1er      | 2 h 13 min 19 s |
| 1982 | Marathon de Paris                | Paris        | 1er      | 2 h 14 min 07 s |

### Records
| Épreuve  | Performance     | Lieu         | Date            |
| -------- | --------------- | ------------ | --------------- |
| Marathon | 2 h 09 min 12 s | Christchurch | 31 janvier 1974 |